# Префектура Аомори
Префектура Аомори (Јапански:青森県; Aomori-ken) се налази у региону Тохоку. Главни град је Аомори.